# Discussions sino-américaines d'Alaska

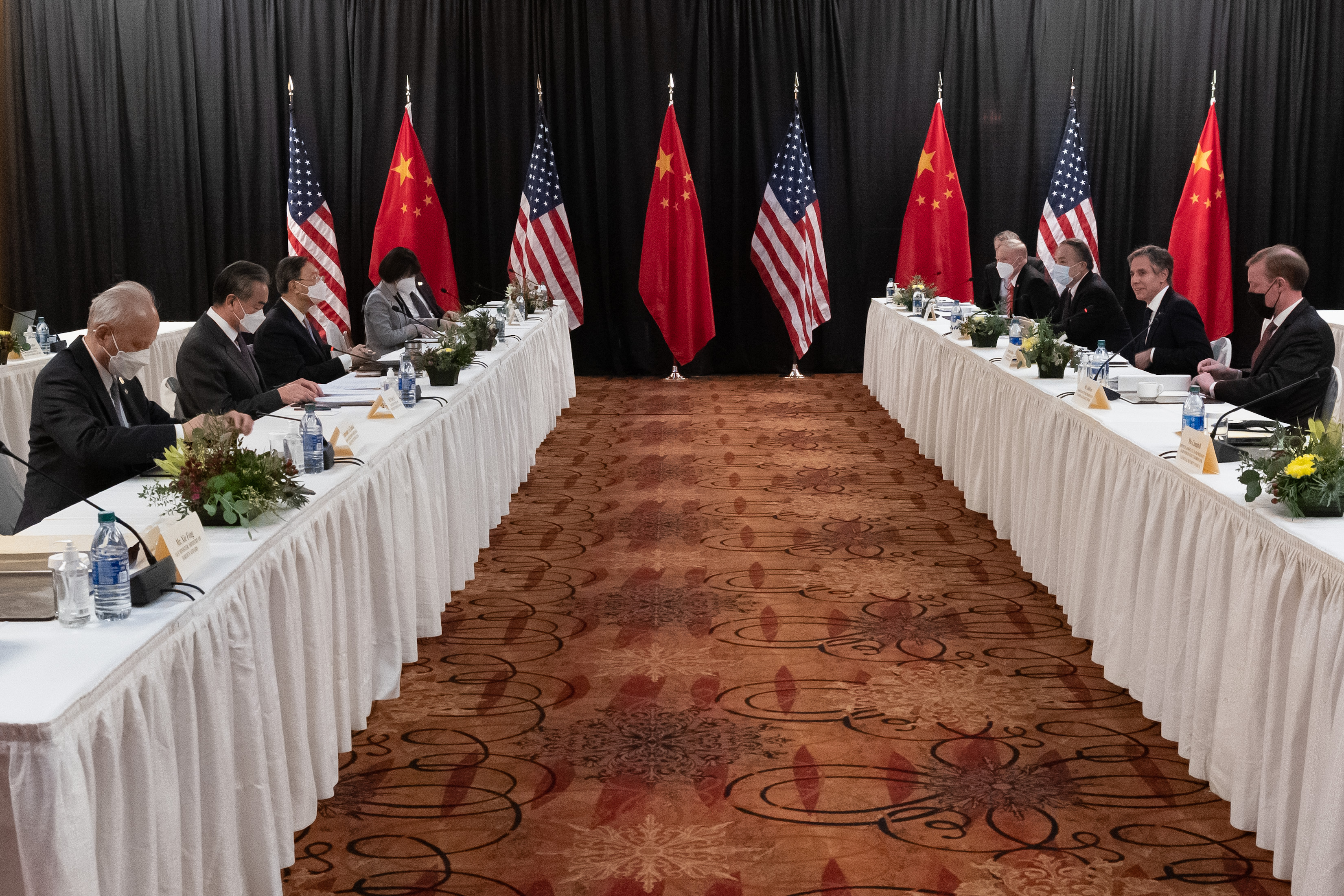
Les représentants de la république populaire de Chine (à gauche) et des États-Unis (à droite).

Les discussions sino-américaines d'Alaska, aussi appelées discussions d'Alaska ou rencontres d'Anchorage, sont une série de réunions entre des représentants de la Chine et des États-Unis pour discuter d'une série de questions affectant leurs relations. Les discussions se déroulent en trois tours sur une période de deux jours du 18 au 19 mars 2021 à l'hôtel Captain Cook d'Anchorage en Alaska. Parmi les responsables américains ayant assisté aux rencontres figurent le Secrétaire d'État Antony Blinken et le conseiller à la sécurité nationale Jake Sullivan. Du côté des responsables chinois figurent Yang Jiechi, membre du Bureau politique, et le ministre des Affaires étrangères Wang Yi. La plupart des discussions ont lieu à huis clos.
Après le premier jour, chacune des deux parties dénonce publiquement l'autre aux médias. Après le deuxième jour, certains accords sont conclus et les discussions sont qualifiées de constructives.

## Contexte
Avant les discussions, les relations diplomatiques entre la Chine et les États-Unis sont tendues en raison de positions divergentes sur le commerce, le cyber-espionnage et la question des droits de l'homme. Au cours de la semaine précédent les discussions, l'administration Biden fait ce qui suit : rencontre avec la Corée du Sud pour réaffirmer leur alliance, imposition de sanctions à de hauts responsables chinois, tout comme le Royaume-Uni, l'UE et le Canada, et rencontre avec les autres membres du Dialogue quadrilatéral pour la sécurité. Barry Pavel du groupe de réflexion Atlantic Council mentionne que cette séquence de rencontres avant la réunion sino-américaine vise à montrer l'approche de l'administration Biden : consulter des alliés et des partenaires, présenter un front uni et contrer ce qu'il considère comme la tactique de la Chine de « sélectionner les pays un par un, dans le cadre d'une stratégie consistant à diviser pour mieux régner ».
Anchorage est choisie comme site car elle est à mi-chemin entre la Chine et les États-Unis, et sert de station de ravitaillement entre les deux pays. Pang Zhongying, spécialiste des relations internationales à l'université de Nankai, déclare que la tenue de la rencontre là-bas, à mi-chemin entre Pékin et Washington, montre la « bonne volonté », mais qu'« il est déjà très difficile pour les deux parties d'avoir cette réunion seulement 50 jours après l'entrée en fonction de Biden ».
Avant l'événement, les discussions sont décrites dans les médias chinois comme un pas vers la détente avec les États-Unis, après la fin de l'administration Trump,. Les Chinois auraient espéré utiliser les rencontres pour négocier la fin des restrictions commerciales du mandat Trump.
Avant les discussions, les États-Unis déclarent que la réunion allait être un événement ponctuel qui serait utilisé pour diffuser une « longue liste de préoccupations [des États-Unis] » avec la Chine.

## Discussions
La relation entre les États-Unis et la Chine sera compétitive là où elle devra être, collaborative là où elle peut être et contradictoire là où elle doit être.
La première journée de discussions se termine par des dénonciations publiques mutuelles des deux côtés. Les représentants chinois accusent les États-Unis de « condescendance et d'hypocrisie », tandis que les Américains accusent les Chinois de « menacer l'ordre fondé sur des règles qui maintient la stabilité mondiale » et de lancer une « atteinte aux valeurs fondamentales », telles que la démocratie et les droits de l'homme. Yang Jiechi répond en déclarant « qu'il est important que les États-Unis changent leur propre image et arrêtent de faire progresser leur propre démocratie dans le reste du monde ». Il poursuit en disant que les États-Unis et leurs alliés ne représentent pas l'opinion publique mondiale et accuse les États-Unis d'être un leader mondial du cyber-espionnage. Chaque partie accuse l'autre de rompre le protocole diplomatique.
La conférence se termine le deuxième jour sans aucune déclaration commune. Les Américains acceptent de continuer à défendre le principe d'une seule Chine, tout en déclarant également que la question de Taïwan est celle avec laquelle le gouvernement américain est « fondamentalement en désaccord » avec le gouvernement chinois. Cependant, les deux parties conviennent de l'intérêt d'utiliser les discussions comme une occasion d'entendre et de mieux comprendre les problèmes de l'autre et de poursuivre la coopération sur les questions liées au réchauffement climatique. Les représentants chinois déclarent aux médias que les discussions sont « directes, franches et constructives » tout en affirmant leur engagement à « sauvegarder [leur] souveraineté nationale ». Les représentants américains déclarent que les discussions sont « substantielles, sérieuses et directes ». Les deux parties conviennent de maintenir des canaux ouverts pour un dialogue et une communication continus.
Après la réunion, Blinken déclare aux médias que l'intention de l'Amérique au cours des discussions était de partager « les préoccupations importantes que nous avons concernant un certain nombre d'actions prises par la Chine et le comportement qu'elle affiche, des préoccupations partagées par nos alliés et partenaires. Et nous voulions également exposer très clairement nos propres politiques, priorités et vision du monde, ce que nous avons aussi fait ».

### Problèmes discutés
Les problèmes soulevés publiquement par les Américains comprennent :
- La sécurité taïwanaise[18]
- La répression politique à Hong Kong (en)[13]
- La persécution des Ouïghours au Xinjiang[13]
- Les accusations d'espionnage chinois aux États-Unis (en), comme avec la violation de données de Microsoft Exchange Server de 2021 (en)[13]
- La coercition économique des alliés américains tels que l'Australie[21],[22]
- La coercition militaire des alliés et partenaires américains par la Chine[22]

Les problèmes soulevés publiquement par les Chinois comprennent :
- L'ingérence présumée dans les affaires intérieures de la Chine sous le couvert de questions de droits de l'homme, comme à Hong Kong, au Xinjiang et au Tibet[12]
- L'adhésion au principe d'une seule Chine[12]
- Le deux poids-deux mesures présumés en matière de lutte contre le terrorisme en ce qui concerne la gouvernance au Xinjiang[12]
- Les sanctions commerciales et droits de douane imposés pendant et après la guerre commerciale entre les États-Unis et la Chine[23]
- L'accusation faite aux États-Unis d'être hypocrites sur les relations raciales et les droits de l'homme en organisant des manifestations Black Lives Matter[16]
- La prétendue existence d'une « mentalité de guerre froide » au sein du gouvernement américain lorsqu'il traite avec la Chine[22]

Le Premier ministre canadien Justin Trudeau déclare être convaincu que la délégation américaine abordera le cas de la détention de Michael Spavor et Michael Kovrig (en) comme sujet de discussion avec leurs interlocuteurs chinois lors des rencontres.

## Impact

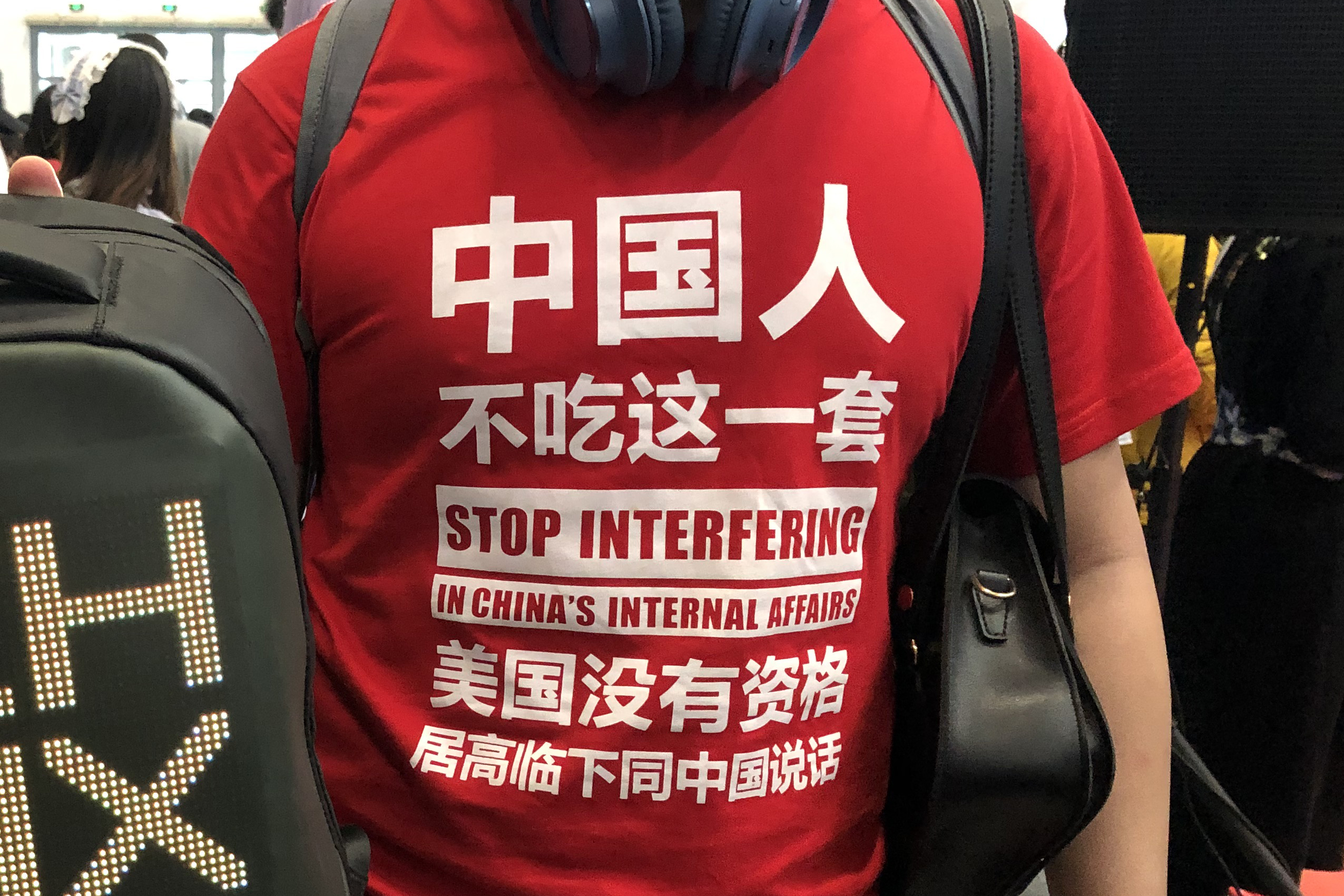
« Cessez d'interférer dans les affaires intérieures de la Chine », citation de Yang Jiechi lors des discussions, reprise sur un T-shirt.

Les médias d'État chinois tels que le Global Times et le Quotidien du peuple qualifient les discussions d'historiques pour marquer un changement dans les relations de pouvoir entre les deux pays. Cela est dû au refus chinois d'accepter que les États-Unis puissent, du point de vue chinois, négocier en position de force. Le magazine australo-américain The Diplomat écrit que les Chinois ont probablement essayé de changer définitivement la position de négociation de l'Amérique avec la Chine en signalant que la Chine n'accepterait plus aucune critique directe et exigeait désormais le respect dans le contexte d'un nouveau type de rapports entre grandes puissances. La revue conservatrice américaine The National Interest écrit que la Chine a probablement reçu le « mauvais message » de la réunion en ne montrant aucune reconnaissance au fait que les négociateurs américains représentaient également les intérêts et les préoccupations des alliés de l'Amérique. The Washington Post déclare que les discussions ont brisé toute « illusion d'une réinitialisation des relations américano-chinoises » après la fin de l'administration Trump.
En Chine, les discussions font monter le nationalisme anti-américain (en)  avec l'apparition de produits commerciaux affichant des déclarations faites par Yang et Wang lors des rencontres et se vendant bien,.
La réunion d'Alaska est suivie deux jours plus tard par une visite en Chine du ministre russe des Affaires étrangères Sergueï Lavrov, qui est largement considérée comme un signe de renforcement des relations entre la Chine et la Russie. La visite, que les Chinois présentent comme une réponse à « l'encerclement » américain, comprend une discussion sur l'abandon de l'utilisation du dollar américain dans le commerce.